# Distrikt Daniel Alomía Robles
Der Distrikt Daniel Alomía Robles liegt in der Provinz Leoncio Prado in der Region Huánuco in Zentral-Peru. Der Distrikt wurde am 27. Mai 1952 gegründet. Benannt wurde der Distrikt nach Daniel Alomía Robles, einen aus Huánuco stammenden Komponisten.
Der Distrikt erstreckt sich über eine Fläche von 707 km². Beim Zensus 2017 wurden 6843 Einwohner gezählt. Im Jahr 1993 lag die Einwohnerzahl bei 5184, im Jahr 2007 bei 6597. Sitz der Distriktverwaltung ist die 650 m hoch gelegene Ortschaft Pumahuasi (auch Daniel Alomía Robles) mit 470 Einwohnern (Stand 2017). Pumahuasi befindet sich 13 km nordnordöstlich der Provinzhauptstadt Tingo María.

## Geographische Lage
Der Distrikt Daniel Alomía Robles befindet sich an der Westflanke der Cordillera Azul im Südosten der Provinz Leoncio Prado. Der Río Tulumayo, ein rechter Nebenfluss des Río Huallaga, fließt entlang der westlichen Distriktgrenze nach Norden.
Der Distrikt Daniel Alomía Robles grenzt im Südwesten an den Distrikt Chaglla (Provinz Pachitea), im Nordwesten an die Distrikte Mariano Dámaso Beraún und Luyando, im Norden an den Distrikt Hermilio Valdizán, im Nordosten an den Distrikt Padre Abad (Provinz Padre Abad) sowie im Südosten an den Distrikt Codo del Pozuzo (Provinz Puerto Inca).

## Ortschaften
Im Distrikt gibt es neben dem Hauptort folgende größere Ortschaften:
- 11 de Octubre
- Antonio Mansilla
- Antonio Raymondi Las Vegas (666 Einwohner)
- Delicias (244 Einwohner)
- La Victoria (286 Einwohner)
- Puerte Alegre
- San Agustin (253 Einwohner)
- San Isidro (580 Einwohner)
- San Pablo (213 Einwohner)
- Sortilegio (359 Einwohner)
- Topa (264 Einwohner)